# Todd Allen
Todd Allen (Ottawa, Canadá; 9 de diciembre de 1960) es un comediante, escritor y productor basado en Vancouver, Columbia Británica (Canadá) y Los Ángeles (Estados Unidos).

## Vida personal
Todd Allen creció en Victoria, Columbia Británica con un año viviendo en Tokio y Honolulu. Poco después de mudarse a Vancouver en sus 20 años, Allen comenzó a hacer comedia stand-up en clubes de comedia.

## Carrera
Todd Allen apareció en aproximadamente 70 películas y producciones de televisión. Trabajó con Kevin Costner en 3 películas y también trabajó en la película El apóstol (1997), de Robert Duvall, donde obtuvo muy buenas críticas por su interpretación en esa película.